# Guillaume Van der Hecht

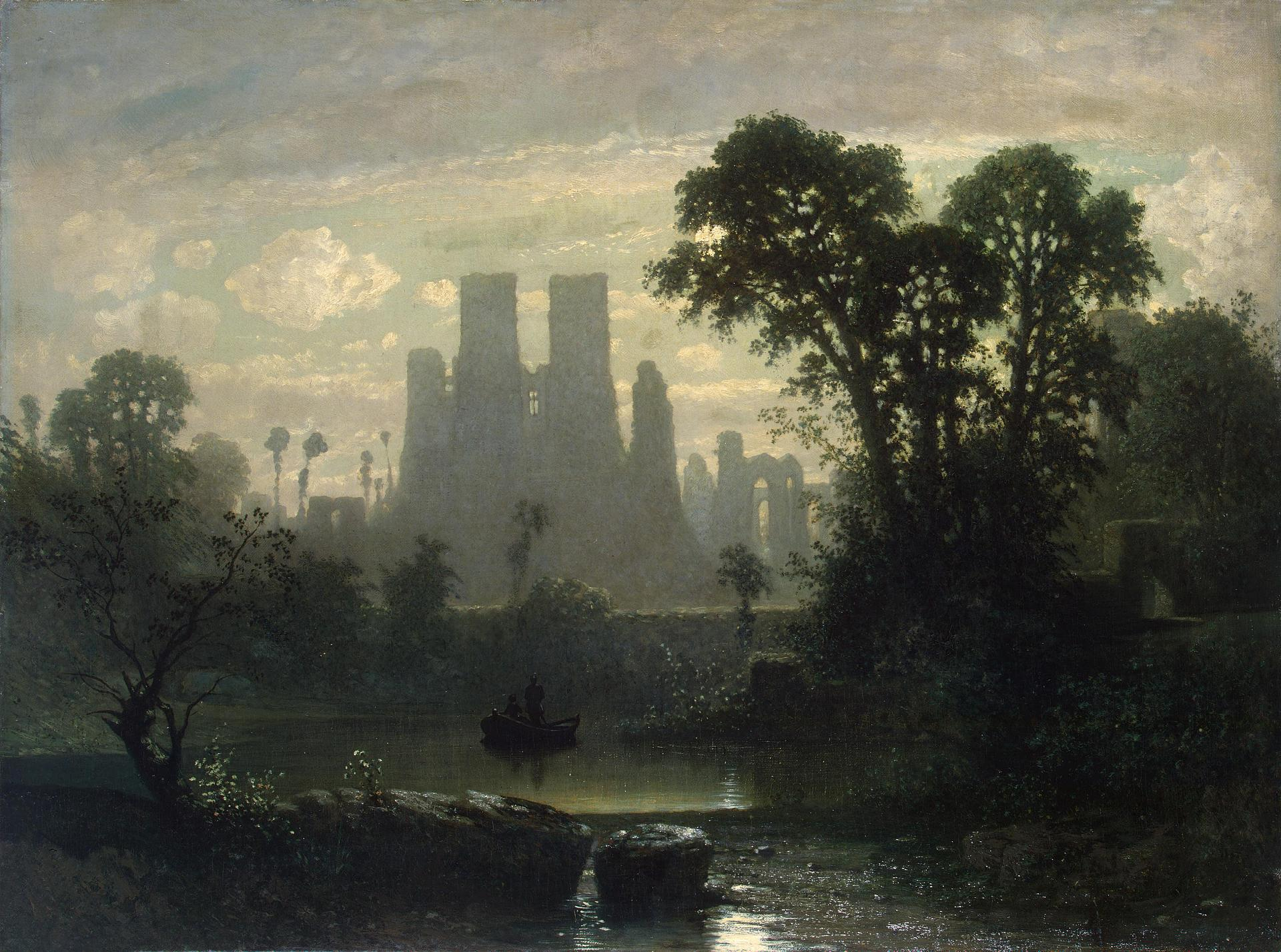
Van der Hecht: De ruïnes van het kasteel van Kenilworth, Hermitage, Sint-Petersburg.

Guillaume Victor Van der Hecht, (Brussel 30 juni 1817 - aldaar, 10 september
1891) was een Belgisch kunstschilder, lithograaf en tekenaar. Hij werkte in de stijl van de romantiek.

## Leven en werk
Van der Hecht werd in 1827 leerling aan de Brusselse Academie van Schone Kunsten en ontving al op jeugdige leeftijd zijn eerste opdrachten. Medio jaren 1840 werkte hij een tijd lang in Londen en was daar leerling en assistent van Charles Baugniet. Rond het midden van de negentiende eeuw was hij weer terug in België. Vanaf die tijd zou zijn naam verschijnen in tal van tijdschriften, waarvoor hij werkte als illustrator. Hij droeg onder andere bij aan het blad La Renaissance, samen met vooraanstaande romantische kunstenaars als Gustaaf Wappers, Nicaise De Keyser en Jean-Baptiste Madou.
Van der Hecht was op de eerste plaats tekenaar en graveur. Hij werkte in hoog tempo, hetgeen de kwaliteit van zijn producties niet altijd ten goede kwam. Meer aandacht besteedde hij aan zijn schilderijen en aquarellen, die beperkter in aantal zijn. Hij was een typische vertegenwoordiger van de romantiek en maakte vooral landschappen en vergezichten, vaak met kastelen en monumenten.
Van der Hecht werkte in de jaren 1850 ook als tekenleraar aan het Belgische hof en gaf les aan de jonge Maria van Hohenzollern-Sigmaringen. Hij was de leermeester van zijn neef Henri Van der Hecht (1841-1901). In 1891 overleed hij, 74 jaar oud.